# Miguel Mariano Gómez
Miguel Mariano Gomez y Arias (ur. 1889, zm. 1950) – kubański polityk i adwokat, syn prezydenta Jose Miguela, burmistrz Hawany od 1926 do 1931 z ramienia Radykalnej Partii Ludowej, od 1931 do 1933 poza krajem, po powrocie w 1934 założył Akcję Republikańską. W maju 1936 objął funkcję prezydenta kraju, jednak po siedmiu miesiącach został usunięty na skutek intrygi Fulgencio Batisty.